# Северо-Байкальский район
Се́веро-Байка́льский район (бур. Хойто Байгалай аймаг) — административно-территориальная единица и муниципальное образование (муниципальный район) в составе Республики Бурятия Российской Федерации.
Административный центр — посёлок городского типа Нижнеангарск.

## География
Северо-Байкальский район приравнен к районам Крайнего Севера. Площадь территории — 53991 км².
Расположен на севере Бурятии, с трёх сторон охватывая северную часть озера Байкал. На западе и севере район по водоразделу Байкальского хребта и Северо-Байкальскому нагорью граничит с Иркутской областью; на востоке, по поперечным хребтам, связывающим Северо-Муйский и Южно-Муйский хребты — с Муйским районом и небольшим участком Баунтовского района; на юго-востоке, большей частью по водоразделу Баргузинского хребта, проходит граница с Курумканским районом; на крайнем юге небольшим участком примыкает Баргузинский район.
Население сконцентрировано в узкой полосе северо-западного побережья Байкала и в долинах рек Кичеры и Верхней Ангары (Верхнеангарская котловина), по которым проходит Байкало-Амурская магистраль (БАМ), пересекающая район с запада на восток и соединяющая Северобайкалье с западными и восточными регионами России. На юге района, по северо-восточному побережью Байкала расположен Баргузинский биосферный заповедник.

## История
Северо-Байкальский аймак Бурят-Монгольской АССР образован 10 сентября 1925 года.
7 августа 1967 года населённые пункты Давша и Сосновка переданы из Баргузинского аймака в Северо-Байкальский аймак.
В октябре 1977 года Северо-Байкальский аймак Бурятской АССР переименован в Северо-Байкальский район.

## Население
| 1939    | 1959    | 1960    | 1961    | 1962    | 1963    | 1964    | 1965    | 1966    |
| ------- | ------- | ------- | ------- | ------- | ------- | ------- | ------- | ------- |
| 9700    | ↘6700   | ↘6300   | ↗6500   | ↘6300   | ↗6400   | →6400   | ↗6800   | ↘6500   |
| 1967    | 1968    | 1969    | 1970    | 1971    | 1972    | 1973    | 1974    | 1975    |
| ↘5900   | ↘5700   | ↘5200   | ↗5800   | ↘5700   | ↘5600   | →5600   | ↘5500   | ↗6500   |
| 1976    | 1977    | 1978    | 1979    | 1980    | 1981    | 1982    | 1983    | 1984    |
| ↗10 800 | ↗18 000 | ↗26 100 | ↗38 200 | ↘25 500 | ↗28 100 | ↗30 600 | ↗33 100 | ↗34 400 |
| 1985    | 1986    | 1987    | 1988    | 1989    | 1990    | 1991    | 1992    | 1993    |
| ↗35 300 | ↗36 500 | ↗38 300 | ↗39 800 | ↗40 700 | ↘26 300 | ↘26 100 | ↘24 700 | ↘22 800 |
| 1994    | 1995    | 1996    | 1997    | 1998    | 1999    | 2000    | 2001    | 2002    |
| ↘21 700 | ↘21 300 | ↘20 800 | ↘20 000 | ↘19 000 | ↘18 200 | ↘17 800 | ↘17 300 | ↘16 412 |
| 2003    | 2004    | 2005    | 2006    | 2007    | 2008    | 2009    | 2010    | 2011    |
| ↘16 300 | ↘15 900 | ↘15 500 | ↘15 300 | ↘15 100 | ↘14 700 | ↗14 740 | ↘14 035 | ↘13 966 |
| 2012    | 2013    | 2014    | 2015    | 2016    | 2017    | 2018    | 2019    | 2020    |
| ↘13 688 | ↘13 454 | ↘13 181 | ↘12 991 | ↘12 697 | ↘12 262 | ↘11 882 | ↘11 535 | ↘11 301 |
| 2021    | 2023    | 2024    | 2025    |         |         |         |         |         |
| ↘10 717 | ↘10 349 | ↘10 074 | ↘9897   |         |         |         |         |         |

Падение численности в 1980 году объясняется преобразованием Северобайкальска в город республиканского подчинения и его выводом из района
Согласно прогнозу Минэкономразвития России, численность населения будет составлять:
- 2024 — 10,23 тыс. чел.
- 2035 — 6,92 тыс. чел.

### Урбанизация
В городских условиях (посёлки городского типа Кичера, Нижнеангарск, Новый Уоян и Янчукан) проживают 75,32 % населения района.

## Территориальное устройство
Северо-Байкальский район разделён на следующие административно-территориальные единицы: 4 посёлка городского типа и 6 сельсоветов.
Муниципальный район включает 10 муниципальных образований, в том числе 4 городских и 6 сельских поселений. Последние соответствуют сельсоветам.
| №        | Муниципальное образование | Административный центр | Количество населённых пунктов | Население (чел.) | Площадь (км²) | Административно- территориальная единица |
| -------- | ------------------------- | ---------------------- | ----------------------------- | ---------------- | ------------- | ---------------------------------------- |
| 1e-06    | Городское поселение       |                        |                               |                  |               |                                          |
| 1        | посёлок Кичера            | пгт Кичера             | 1                             | ↘840             | 3,46          | пгт Кичера                               |
| 2        | посёлок Нижнеангарск      | пгт Нижнеангарск       | 2                             | ↘3658            | 14,51         | пгт Нижнеангарск                         |
| 3        | посёлок Новый Уоян        | пгт Новый Уоян         | 1                             | ↘2600            | 11,18         | пгт Новый Уоян                           |
| 4        | посёлок Янчукан           | пгт Янчукан            | 1                             | ↘228             | 1,49          | пгт Янчукан                              |
| 4.000002 | Сельские поселения        |                        |                               |                  |               |                                          |
| 5        | Ангоянское                | посёлок Ангоя          | 1                             | ↘512             | 1,40          | Ангоянский сельсовет                     |
| 6        | Байкальское эвенкийское   | село Байкальское       | 1                             | ↗581             | 1,73          | Байкальский эвенкийский сельсовет        |
| 7        | Верхнезаимское            | село Верхняя Заимка    | 1                             | ↘472             | 2,39          | Верхнезаимский сельсовет                 |
| 8        | Куморское эвенкийское     | село Кумора            | 1                             | ↘382             | 1,30          | Верхнеангарский эвенкийский сельсовет    |
| 9        | Уоянское эвенкийское      | посёлок Уоян           | 1                             | ↘268             | 0,57          | Чильчигирский эвенкийский сельсовет      |
| 10       | Холодное эвенкийское      | посёлок Холодная       | 2                             | ↘356             | 1,05          | Киндигирский эвенкийский сельсовет       |

## Населённые пункты
В Северо-Байкальском районе 12 населённых пунктов.
| №  | Населённый пункт | Тип     | Население | Муниципальное образование |
| -- | ---------------- | ------- | --------- | ------------------------- |
| 1  | Ангоя            | посёлок | ↘524      | Ангоянское                |
| 2  | Байкальское      | село    | ↘575      | Байкальское эвенкийское   |
| 3  | Верхняя Заимка   | село    | ↘478      | Верхнезаимское            |
| 4  | Давша            | посёлок | →0        | посёлок Нижнеангарск      |
| 5  | Душкачан         | посёлок | ↗68       | Холодное эвенкийское      |
| 6  | Кичера           | пгт     | ↘840      | посёлок Кичера            |
| 7  | Кумора           | село    | ↘391      | Куморское эвенкийское     |
| 8  | Нижнеангарск     | пгт     | ↘3724     | посёлок Нижнеангарск      |
| 9  | Новый Уоян       | пгт     | ↘2660     | посёлок Новый Уоян        |
| 10 | Уоян             | посёлок | ↘274      | Уоянское эвенкийское      |
| 11 | Холодная         | посёлок | ↗345      | Холодное эвенкийское      |
| 12 | Янчукан          | пгт     | ↘230      | посёлок Янчукан           |

## Достопримечательности

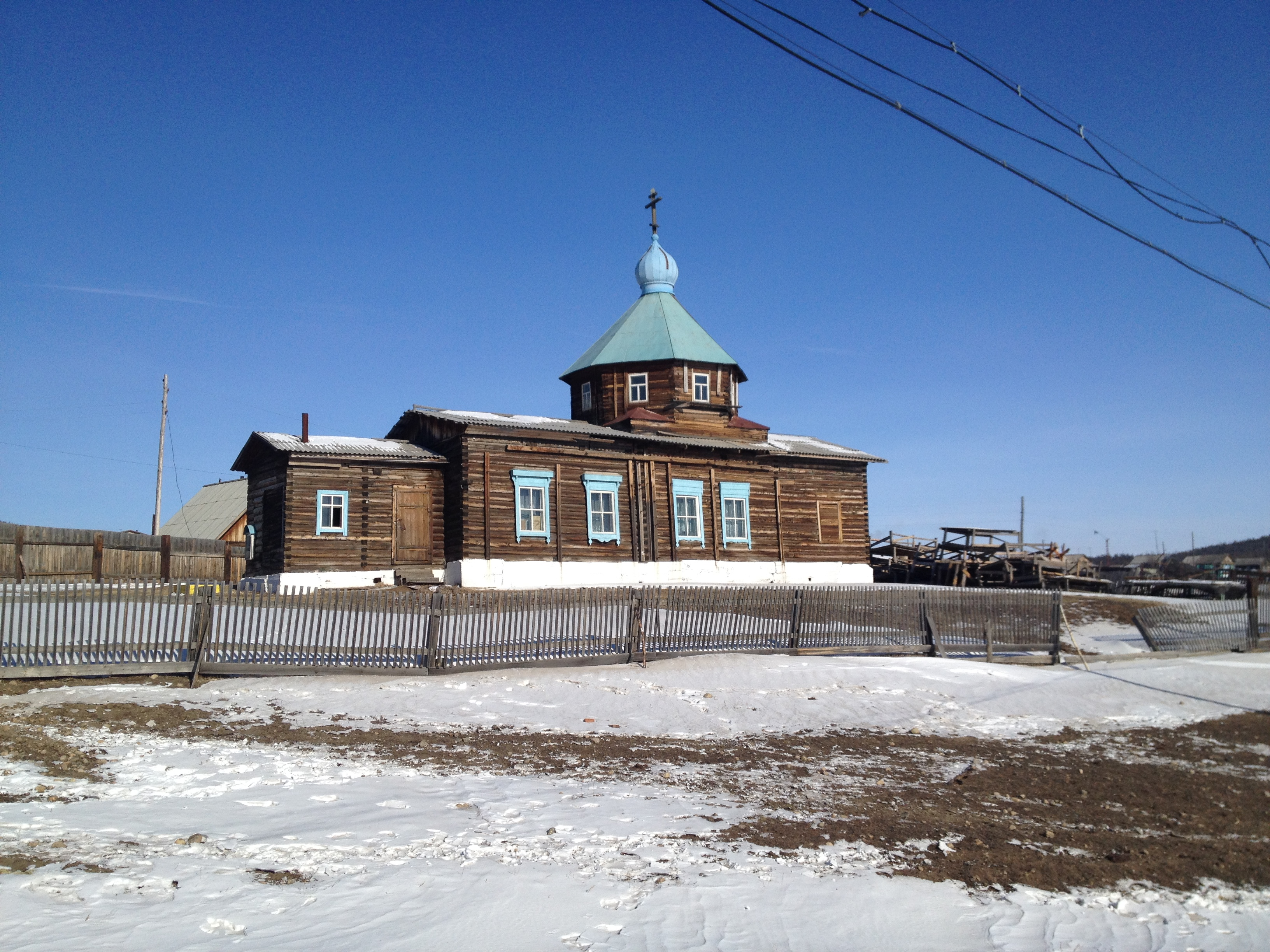
Иннокентиевская церковь в с. Байкальское

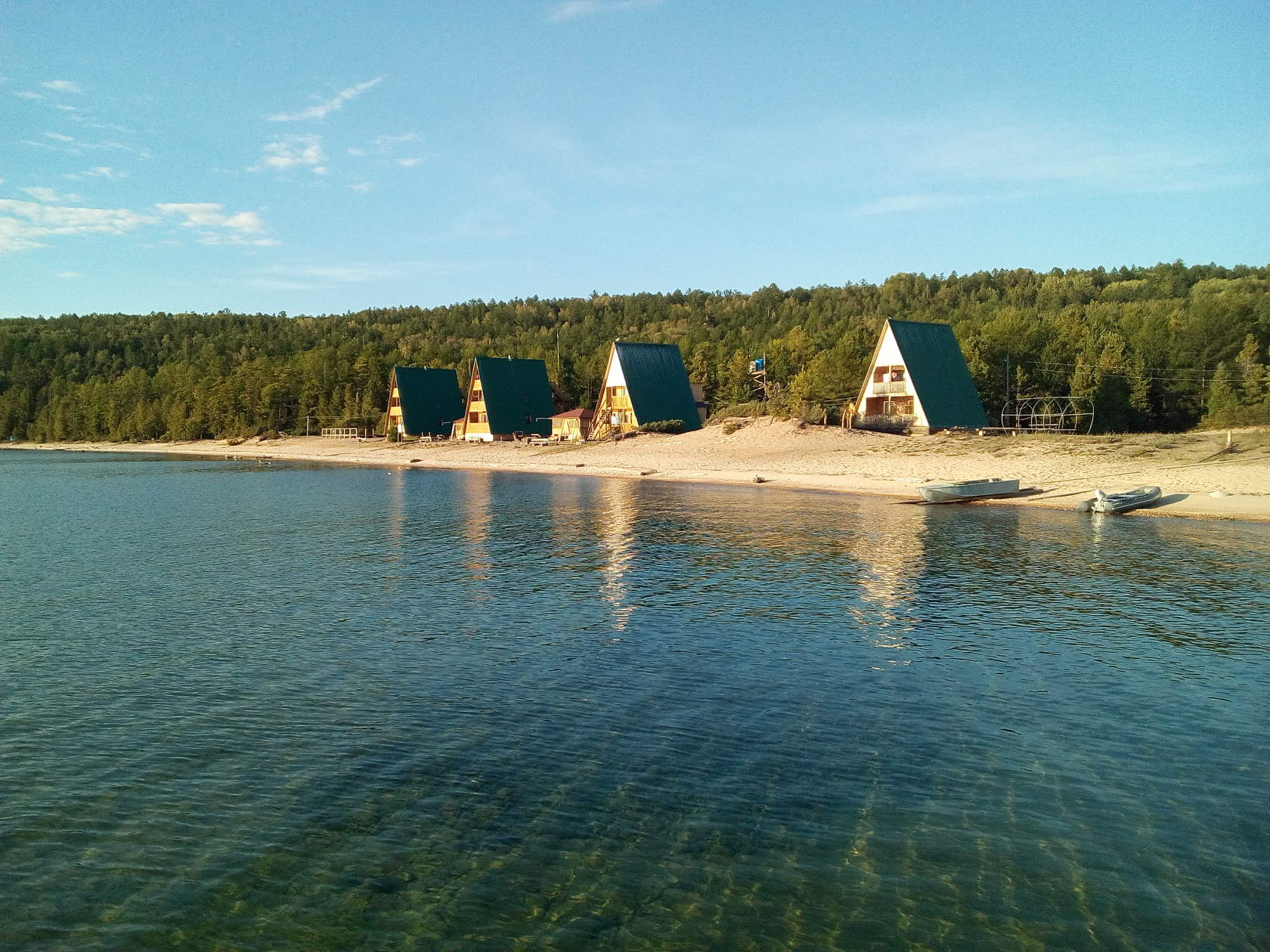
Хакусы

- Баргузинский заповедник. Здесь в 1916 году зародилась современная заповедная система нашей страны.
- Горячий источник Хакусы. Самый мощный на восточном побережье. Деревянная купальня с проточной водой, температура которой около +43 °С, стоит на русле ручья. Вблизи с источником построено несколько баз отдыха.
- Озеро Фролиха, в котором водится уникальная красная рыба голец даватчан, занесённая в Красную книгу.
- Иннокентиевская церковь в с. Байкальское
- Верхнеангарский заказник. Здесь гнездятся утки, чёрный аист, орлан-белохвост, скопа, лебеди, журавли и другие птицы.
- Фролихинский заказник.
- Пески Турали.
- Тёплые Слюдянские озера. Озёра имеют статус «Чудо природы Бурятии». Рядом на горе Слюдянской находятся старые штольни по добыче слюды, к ним ведёт серпантинная тропа. Со склонов горы открываются потрясающие панорамы.
- Источник Гоуджекит. Расположен в живописных предгорьях Байкальского хребта. Вблизи источника несколько гостиниц и горнолыжная база. В 2016 году источник вошёл в десятку самых популярных курортов России с минеральными водами.
- Источник Акули, температура воды на выходе до 47 °С. Над горячим ручьём построена купальня.
- Источник Дзелинда. Температура воды достигает в верхней части бассейна +52 °С.
- Источник Котельниковский. Единственный известный выход горячих вод на западном берегу озера. Имеется комфортабельная база отдыха.
- Самая северная географическая точка озера Байкал. Находится на правом берегу реки Кичеры, в месте впадения её в Байкал. В этом месте в сентябре 2010 года был установлен специальный Знак, ставший местом паломничества гостей Северного Байкала.